# 埃楚卡
埃楚卡是位於澳大利亞墨累河沿岸的一個城鎮，在行政區劃上屬於維多利亞州。據2011年人口普查，埃處卡有人口13,708人。